# Ремболович Іван Семенович
Іва́н Семе́нович Ремболо́вич (інколи Рембалович) (28 січня 1897, м. Городня, Чернігівська губернія, Російська імперія — 8 вересня 1950, м. Станіслав) — підполковник Армії УНР, полковник Української повстанської армії, командир саперної роти Ваффен-гауптштурмфюрер.
Лицар Хреста Воєнних заслуг II класу з мечами (Третій Рейх).

## Біографія
Народився у м. Городня Чернігівської губернії в родині службовця земської управи. В 1905 вступив до Городнянського земського училища, продовжив навчання в Городнянському чотирьохкласному училищі, яке й закінчив на початку Першої світової війни. Здавши екзамен за 6-й клас гімназії, записався в армію добровольцем.

### У російській армії
Будучи вже на військовій службі, закінчив Віленське військове училище (Полтава, 1915). Учасник Першої світової війни. Служив молодшим офіцером саперної команди 19-го Костромського піхотного полку при 3-ій піхотній дивізії. У 1917 р. — помічник дивізійного інженера 5-ї піхотної дивізії. Останнє звання в російській армії — штабс-капітан. За відвагу і мужність нагороджений орденами Святого Станіслава ІІІ ст., Святої Анни ІІІ ст. та Святого Володимира IV ст.

### В Армії УНР
На початку 1918 р. — командир сотні Вільного Козацтва у Городні. Згодом — командир пішої півсотні городнянської повітової військової комендатури.
З 4 січня 1919 р. — старшина 20-го Павлоградського кінного полку Дієвої армії УНР. З 18 січня 1919 р. — старшина Кінного полку Січових стрільців Дієвої армії УНР.
З травня 1919 р. — начальник відділу зв'язку штабу Запорізької групи Дієвої армії УНР. У грудні 1919 р. був інтернований польською владою у Луцьку.
З лютого 1920 р. служив у 2-й (згодом — 6-й Січовій) дивізії Армії УНР. 3 4 серпня 1920 р. — начальник відділення зв'язку штабу Армії УНР.
З 27 жовтня 1921 р. — начальник оперативного відділу штабу Київської повстанчої дивізії Української Повстанської армії Юрія Тютюнника. Учасник Другого Зимового походу. Брав участь у бою за Коростень. 12 листопада 1921 р. був поранений. 17 листопада 1921 р. під с. Малі Миньки потрапив до полону, втік з-під розстрілу.

### У дивізії «Галичина»

Могила Івана Ремболовича на цвинтарі воїнів дивізії СС «Галичина»

У 1920—30-х жив у еміграції у Варшаві та в селі Корнич Коломийського повіту. Влітку 1943 року вступив до Добровольчої дивізії СС «Галичина». Очолював штурмовий батальйон. У битві під Бродами дістав важке поранення, у лікарні ампутували ногу, згодом лікувався в Унівській лаврі.

### Контакти з УПА
У листопаді 1944 р. прибув до Коломийського району та встановив контакти з місцевими відділами Української повстанської армії, зокрема з окружним провідником Коломийщини «Борисом»-Легким Григорієм. Отримав підпільне псевдо «полковник Болбачан». У зв'язку з інвалідністю, участі у бойових операціях не брав, але серед повстанців користувався великою повагою за минулі бойові подвиги, отримував матеріальну допомогу від УПА.

#### Загибель
6 листопада 1949 р. був схоплений загоном МДБ у с. Космач Яблунівського району. Полковник понад півроку був під слідством НКВС, нікого не видав і 15 травня 1950 був засуджений до смертної кари, яку виконали 8 вересня цього ж року.
Голова Управи Івано-Франківської станиці Галицького братства вояків Першої української дивізії «Галичина» Української Національної Армії Володимир Малкош доповнює зібрану інформацію про уродженця Чернігівщини:

Табличка на могилі

| У 1943 році, коли створювалася згадана дивізія, підполковник вступив до неї добровільно, як і багато учасників різних військових формувань. Вони сподівалися, що після того, як Німеччина програє війну (тоді в цьому вже ніхто не сумнівався), між західними альянсами й СРСР дійде до конфронтації, і тоді добре озброєна і навчена Дивізія разом з УПА стане ядром українського війська, без якого неможливо вибороти незалежність України. Лише Німеччина тоді могла і мала бажання воювати проти більшовиків, і з цього українці хотіли скористатися. Крім Гітлера і його нацистської партії, були в Німеччині сили, що мислили реально і тверезо, вони намагалися усунути Гітлера силоміць і прихильно ставилися до українців. За таких обставин Іван Ремболович пройшов у Дивізії перепідготовку і одержав звання сотника: з огляду на вік і слабке знання їхньої мови, німці не погодилися зберегти його попереднє військове звання. У битві під Бродами в липні 1944 року він командував саперною сотнею, а згодом — саперним куренем. У тому бою його вразила куля, і всі гадали, що сотник загинув — в умовах оточення і прориву це було неможливо перевірити, тож у "Списках полеглих воїнів Першої української дивізії "Галичина" УНА" він числиться як такий, що, за свідченнями очевидців, загинув смертю героя. На меморіальному цвинтарі Дивізії біля міста Золочева Львівської області сотникові Ремболовичу встановлено символічний хрест. |

## Вшанування пам'яті
- В Івано-Франківську є Вулиця Івана Ремболовича.
- У місті Чернігів провулок Некрасова перейменували на вулицю Івана Ремболовича.
- Вулиця Івана Ремболовича є в місті Городня

Офіційно реабілітований лише 20 вересня 2024 року на засіданні Національної комісії з реабілітації. 

## Нагороди

### Нагороди Російської імперії
- Орден Святого Володимира 3-го ступеня
- Орден Святої Анни 3-го ступеня
- Орден Святої Анни 4-го ступеня
- Орден Святого Станіслава 3-го ступеня

### Нагороди Третього Рейху
- Хрест Воєнних заслуг 2-го класу з мечами — за бої у складі БГ «Байєрсдорф»